# Genyonemus lineatus
Genyonemus lineatus is een straalvinnige vis uit de familie van ombervissen (Sciaenidae) en behoort derhalve tot de orde van baarsachtigen (Perciformes). De vis kan een lengte bereiken van 41 cm.

## Leefomgeving
Genyonemus lineatus is een zoutwatervis. De vis prefereert een subtropisch klimaat en leeft hoofdzakelijk in de Grote Oceaan. De diepteverspreiding is 0 tot 183 m onder het wateroppervlak.

## Relatie tot de mens
Genyonemus lineatus is voor de visserij van beperkt commercieel belang. In de hengelsport wordt er weinig op de vis gejaagd.